# Бея
Бея (рум. Beia) — село у повіті Брашов в Румунії. Входить до складу комуни Каца.
Село розташоване на відстані 202 км на північ від Бухареста, 63 км на північний захід від Брашова, 140 км на південний схід від Клуж-Напоки.

## Населення
За даними перепису населення 2002 року у селі проживали 378 осіб.
Національний склад населення села:
| Національність | Кількість осіб | Відсоток |
| -------------- | -------------- | -------- |
| румуни         | 254            | 67,2%    |
| цигани         | 86             | 22,8%    |
| угорці         | 29             | 7,7%     |
| німці          | 9              | 2,4%     |

Рідною мовою назвали:
| Мова      | Кількість осіб | Відсоток |
| --------- | -------------- | -------- |
| румунська | 354            | 93,7%    |
| угорська  | 17             | 4,5%     |